# Prazins (Santo Tirso)
Prazins (Santo Tirso) (oficialmente; também usado Santo Tirso de Prazins) é uma povoação portuguesa do Município de Guimarães que foi sede da extinta Freguesia de Santo Tirso de Prazins, freguesia que tinha 2,74 km² de área e 993 habitantes (2011), e, por isso, uma densidade populacional de 362,4 hab/km².
A Freguesia de Santo Tirso de Prazins foi extinta em 2013, no âmbito de uma reforma administrativa nacional, para, em conjunto com a Freguesia de Corvite, formar uma nova freguesia denominada União das Freguesias de Prazins Santo Tirso e Corvite com a sede em Prazins Santo Tirso.

## População
| População da freguesia de Prazins (Santa Eufémia) (1864 – 2011) | População da freguesia de Prazins (Santa Eufémia) (1864 – 2011) | População da freguesia de Prazins (Santa Eufémia) (1864 – 2011) | População da freguesia de Prazins (Santa Eufémia) (1864 – 2011) | População da freguesia de Prazins (Santa Eufémia) (1864 – 2011) | População da freguesia de Prazins (Santa Eufémia) (1864 – 2011) | População da freguesia de Prazins (Santa Eufémia) (1864 – 2011) | População da freguesia de Prazins (Santa Eufémia) (1864 – 2011) | População da freguesia de Prazins (Santa Eufémia) (1864 – 2011) | População da freguesia de Prazins (Santa Eufémia) (1864 – 2011) | População da freguesia de Prazins (Santa Eufémia) (1864 – 2011) | População da freguesia de Prazins (Santa Eufémia) (1864 – 2011) | População da freguesia de Prazins (Santa Eufémia) (1864 – 2011) | População da freguesia de Prazins (Santa Eufémia) (1864 – 2011) | População da freguesia de Prazins (Santa Eufémia) (1864 – 2011) |
| --------------------------------------------------------------- | --------------------------------------------------------------- | --------------------------------------------------------------- | --------------------------------------------------------------- | --------------------------------------------------------------- | --------------------------------------------------------------- | --------------------------------------------------------------- | --------------------------------------------------------------- | --------------------------------------------------------------- | --------------------------------------------------------------- | --------------------------------------------------------------- | --------------------------------------------------------------- | --------------------------------------------------------------- | --------------------------------------------------------------- | --------------------------------------------------------------- |
| 1864                                                            | 1878                                                            | 1890                                                            | 1900                                                            | 1911                                                            | 1920                                                            | 1930                                                            | 1940                                                            | 1950                                                            | 1960                                                            | 1970                                                            | 1981                                                            | 1991                                                            | 2001                                                            | 2011                                                            |
| 272                                                             | 299                                                             | 270                                                             | 290                                                             | 307                                                             | 325                                                             | 313                                                             | 430                                                             | 348                                                             | 397                                                             | 376                                                             | 485                                                             | 707                                                             | 824                                                             | 993                                                             |